# Anni 110
Gli anni 110 sono il decennio che comprende gli anni dal 110 al 119 inclusi.

## Eventi, invenzioni e scoperte
- 117, l'Impero Romano raggiunge la sua massima estensione territoriale.